# Havor

Havor är en by som ligger i Hablingbo socken på södra Gotland. Den är mest känd för de många fornlämningarna på platsen samt att den är fyndplats för Havorskatten.

## Fornborgen
Fornborgen vid Havor är belägen på en ängsmark omkring 700 meter nordost om manbyggnaden på Stora Havor. Den byggdes för över 2000 år sedan  under förromersk järnålder. Då låg den vid södra stranden av en sjö, idag Mästermyr. Borgen består av en rund vall som mäter 55 meter i diameter, är omkring 1 meter hög och 7–8 meter bred. Ovanpå vallen fanns en pallisad av trä. Utanför vallen finns spår efter en grav.
I närheten av ringvallen ligger ett par husgrunder från järnåldern. Utgrävningar som pågick fram till 1980 har avslöjat en av de längsta sammanhängande bosättningen som kunnat konstateras i Norden, från bronsålder till medeltid.
Det finns flera fornborgar i närheten, till exempel en kilometer österut, två kilometer nordost (Smiss slott) och tre kilometer sydost. Eftersom det finns flera liknande borgar i närheten är en teori att alla större gårdar hade sin egen befästning på den tiden.

## Havorskatten

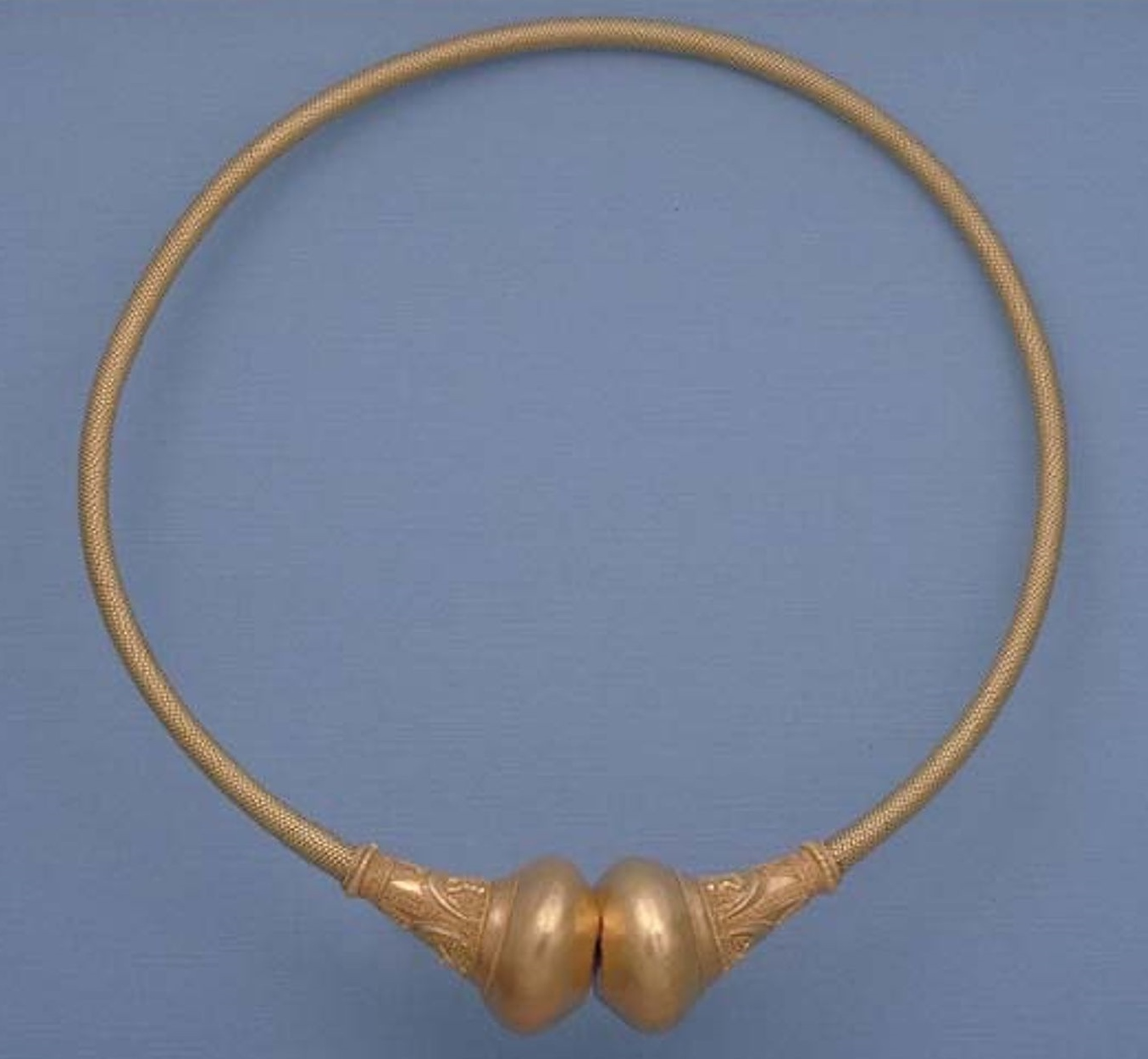
Historiska museets kopia av Havorringen.

I ringvallen påträffade Erik Nylén och Peter Manneke 1961 ett av de märkligaste fornfynd som överhuvudtaget gjorts i Norden. Under en sten i borgmurens insida låg ett depåfynd som bestod av ett stort romerskt bronskärl, innehållande fyra romerska vinskopor av brons, en bronssil samt två bronsklockor. Fynden finns på Gotlands fornsal i Visby.
I fyndet ingick även en stor guldring, Havorringen, som troligen tillverkats kring Kristi födelse. Den torde vara det vackraste exemplet på tidigt, sannolikt nordiskt guldsmide som hittills påträffats. Ringen är stulen och försvunnen sedan 1986.

## Gravfält
En kilometer väst om fornborgen och 750 meter nordväst om Stora Havor ligger ett stort gravfält. Gravfältets utsträckning är 800 gånger 200 meter och består av omkring 370 fornlämningar. Dessa utgöres av sex gravrösen, 34 gravhögar, cirka 319 runda stensättningar, åtta ovala stensättningar och tre oregelbundna stensättningar. Den största högen är 16 meter i diameter och 1,75 meter hög. De största röset och stensättningen är 15 meter i diameter.

## Skeppssättningarna i Munkhagen
I Havdhems socken på andra (östra) sidan om länsväg 142 och någon kilometer söder om Havor ligger skeppssättningarna i Munkhagen. Den ena skeppssättningen är 10 meter lång och tre meter bred. De resta stävstenarna är 1,2 meter höga. Den andra skeppssättningen är 12 meter lång och 3,5 meter bred. Den södra stävstenen är 1,4 meter hög. I närheten finns flera runda stensättningar.

### Fotnoter
1. ↑  32:1, Riksantikvarieämbetet.
2. ↑  26:1, Riksantikvarieämbetet.
3. ↑  1:1, Riksantikvarieämbetet.
4. ↑  31:1, Riksantikvarieämbetet.
5. ↑  50:1, Riksantikvarieämbetet.
6. ↑  9:1, Riksantikvarieämbetet.